# Jacques de Valence de Minardiere
Jacques de Valence de Minardiere – francuski kierowca wyścigowy.

## Kariera
W swojej karierze wyścigowej de Valence de Minardiere poświęcił się startom w wyścigach samochodów sportowych. W latach 1937-1938 Francuz pojawiał się w stawce 24-godzinnego wyścigu Le Mans. W pierwszym sezonie startów odniósł zwycięstwo w klasie 3, a w klasyfikacji generalnej był czwarty. Rok później nie dojechał do mety.